# Satraparchis teliferata
Satraparchis teliferata là một loài bướm đêm trong họ Geometridae.